# Prats-de-Sournia
Prats-de-Sournia (em catalão:  Prats de Sornià) é uma comuna francesa na região administrativa da Occitânia, no departamento dos Pirenéus Orientais. Estende-se por uma área de 8.01 km², com 78 habitantes, segundo o censo de 2018, com uma densidade de 9.7 hab/km².